# سلو ساناتوریا ایمنی چخووا
سلو ساناتوریا ایمنی چخووا (به لاتین: Selo sanatoriya imeni Chekhova) یک منطقهٔ مسکونی در روسیه است که در باشقیرستان واقع شده‌است.